# Eudorylas comparatus
Eudorylas comparatus är en tvåvingeart som först beskrevs av Hardy 1972.  Eudorylas comparatus ingår i släktet Eudorylas och familjen ögonflugor. Inga underarter finns listade i Catalogue of Life.